# Piano Dalet
Il Piano Dalet o Piano D, (in ebraico תוכנית ד‎?, Tokhnit dalet) è stato il piano bellico stabilito dall'Haganah nel marzo 1948, durante la guerra arabo-israeliana del 1948. Fu stilato da Israël Ber e Moshe Pasternak, sotto la supervisione di Yigael Yadin, capo delle operazioni dell'Haganah.
Il Piano ha per lo più generato un'aspra controversia tra gli storici.

## Contesto
Il contesto in cui si colloca il Piano Dalet è importante, giacché le analisi che sono oggetto di dibattito ne propongono aspetti marcatamente differenti.

### Contesto militare
Il Piano Dalet fu redatto durante la prima fase della guerra arabo-israeliana del 1948. A quel tempo, l'Haganah era stabilmente su una posizione di difensiva rispetto alle forze dell'Esercito arabo di liberazione di Fawzī al-Qawuqjī e a quelle dell'Esercito del Sacro Jihad (Jaysh al-Jihād al-Muqaddas) di ʿAbd al-Qādir al-Ḥusaynī. Non osava intervenire apertamente, fintanto che i britannici fossero rimasti responsabili dell'ordine pubblico. Fu quindi il 6 marzo 1948, 4 giorni prima dell'adozione del Piano Dalet, che al-Qawuqjī transitò col grosso delle sue truppe sul ponte Allenby, ripercorrendolo in senso inverso il 7 marzo con la sua colonna motorizzata, senza che le forze armate britanniche che controllavano il passo reagissero in alcun modo. Il morale dei dirigenti dell'Yishuv non era ottimista. Sul terreno, benché le forze dell'Haganah fossero teoricamente meglio equipaggiate e meglio addestrate alla guerra delle truppe avversarie già impegnate, essa aveva subito alcuni rovesci d'una certa rilevanza: i centomila ebrei di Gerusalemme erano assediati dagli uomini di ʿAbd al-Qādir al-Ḥusaynī e non era più possibile rifornirli, mentre la quasi-totalità del parco dei veicoli blindati che erano serviti a scortare i convogli di rifornimento erano stati distrutti. La situazione d'isolamento era la stessa per gli insediamenti ebraici in alta Galilea, nella zona di Hebron e del Negev.

Inoltre l'entrata in guerra, preannunciata, degli eserciti regolari dei paesi arabi vicini, più formidabili delle forze irregolari arabe in Palestina, non ispirava ottimismo. Ma il problema cruciale del rifornimento in armamenti sembrava destinato a imminente soluzione.

### Il problema della minoranza araba del futuro Stato ebraico
Nel novembre 1947, al momento del voto sul Piano di spartizione della Palestina, la Palestina mandataria contava circa 600 000 ebrei, a fronte di 1 200 000 arabi.
All'epoca, in considerazione dei violenti antagonismi presenti tra le comunità araba ed ebraica in Palestina, nessuno immaginava potesse essere vitale uno Stato ebraico in cui essi fossero maggioranza, né un trasferimento della popolazione sulla falsariga di quanto realizzato poi in occasione della nascita dell'India e del Pakistan al termine della dominazione britannica. In un simile contesto, esisteva prima della guerra uno "stato d'animo" in seno alle autorità sioniste e britanniche sulla "necessità" di procedere a "trasferimenti di popolazioni" se la Palestina mandataria fosse stata in effetti spartita in uno Stato arabo e in uno Stato ebraico vitali.

## Controversia
Esiste una controversia tra storici circa l'interpretazione da dare al Piano Dalet. I confronti non riguardano in effetti la dimensione puramente militare del Piano, quanto piuttosto il suo ruolo nell'esodo drammatico dei rifugiati arabi palestinesi, musulmani o cristiani che fossero.
Nella controversia ogni parte sottolinea un differente contesto, come pure un differente contenuto per avanzare la propria analisi.

### Una direttiva di espulsione
In un articolo dal titolo "Plan Daleth: Master Plan for the Conquest of Palestine", Walid Khalidi presenta il Piano come una linea di condotta data all'Haganah per l'espulsione degli abitanti di villaggi palestinesi. Altri storici palestinesi condividono questo punto di vista, come Sharif Kan'ana, Nur Masalha e Rashid Khalidi.
Walid Khalidi tira le sue conclusioni circa i numerosi elementi del contesto legati al sionismo e alla guerra civile del 1947-1948 nella Palestina mandataria e che motivano il Piano Dalet come egli lo percepisce. Egli considera che:
- i sionisti erano di fronte a un problema territoriale in quanto movimento nazionalista senza territorio sotto il proprio controllo;
- il trasferimento della popolazione araba fuori dalla Palestina faceva parte del pensiero sionista fin dall'epoca di Theodor Herzl. L'idea in proposito fu mantenuta benché i movimenti sionisti, con l'eccezione dei sionisti revisionisti restassero  riservati su tale punto;
- i sionisti non potevano accettare di fruire solo della minima parte di terre coltivabili nella parte assegnata allo Stato ebraico dal Piano di partizione della Palestina (1 500 000 dunum coltivabili soltanto sui 7 500 000 esistenti e 13 000 000 della superficie totale);
- lo Stato ebraico, come definito dal Piano di partizione, era popolato tanto da ebrei quanto da arabi;
- i sionisti erano consci della loro potenza [militare] e il sostegno dei Sovietici e degli Statunitensi al Piano di partizione "gonfiò" ulteriormente il loro "ego"; Khalidi sottolinea d'altra parte la loro potenza militare nel marzo 1948, proprio prima dell'adozione del Piano Dalet;
- la disfatta arabo-palestinese poteva essere effettiva solo se gli arabi fossero stati «sloggiati», essendo un fatto che, malgrado la «superpotenza» degli ebrei, gli arabi erano in situ;
- il piano sionista doveva essere applicato prima del 15 maggio 1948, data in cui ci si poteva attendere che gli eserciti regolari arabi sarebbero intervenuti per fare rispettare lo statu quo in Palestina.

Walid Khalidi attira l'attenzione dei lettori sulla sezione Contromisure del Piano C (Gimel) e sulla sezione Obiettivi operativi delle Brigate del Piano Dalet, come pure sull'obiettivo del Piano, che era il «controllo della zona assegnata [gli ebrei] dalle Nazioni Unite e inoltre, delle zone occupate [dagli ebrei] che erano al di fuori di queste frontiere e la dislocazione di forze per contrastare l'invasione possibile degli eserciti arabi dopo il 15 maggio»
Nella sezione 3b del Piano, si trova tra gli «Obiettivi operativi delle Brigate» come trattare i «centri occupati di popolazioni nemiche»:
«distruzione dei villaggi (appiccarvi il fuoco, farli saltare in aria con esplosivi e disseminare di mine le macerie), in particolare i centri di popolazione in cui è difficoltoso il controllo continuo. (...) Realizzare operazioni di ricerca e di controllo in funzione delle linee seguenti di condotta: accerchiamento e saccheggio del villaggio. In caso di resistenza, le forze armate devono essere distrutte e la popolazione espulsa al di fuori delle frontiere dello Stato ebraico».
Ilan Pappé considera del pari il Piano Dalet come un «piano globale di espulsione», come pure un piano di «pulizia etnica».. Considera che «il piano è il riflesso di uno stato psicologico dei soldati ebrei prima, durante e dopo la guerra, perfettamente riassunto dai propositi di Ezra Danin (...): agli Arabi sulla terra d'Israele resta solo una cosa da fare: partire di corsa».

### Un piano per prepararsi a fronteggiare la futura offensiva araba
Yoav Gelber colloca il Piano nel contesto della guerra con gli Arabi palestinesi e ci vede una risposta alla presenza e alle incursioni dell'Esercito Arabo di Liberazione. A quel momento, secondo Yoav Gelber, Yigael Yadin non immaginava l'invasione degli eserciti dei Paesi arabi ma incidenti equivalenti a quelli che s'erano prodotti nel corso della Grande Rivolta araba del 1936-39. Fondandosi sul suo contenuto, egli vi vede innanzi tutto un piano di difesa che formulava principi e procedimenti d'azione, come pure missioni e obiettivi da assegnare alle brigate dell'Haganah.
Gelber critica l'interpretazione del Piano in quanto politica d'espulsione, sottolineando che questa interpretazione si basa solo su un singolo paragrafo, desunto da un documento di 75 pagine, estrapolato dal suo contesto e non informato sugli obiettivi reali del Piano: la difesa nei confronti dell'Esercito Arabo di Liberazione (EAL). Inoltre mette in evidenza che il Piano è stato redatto da militari, mentre la politica verso le popolazioni arabe palestinesi era decisa localmente, dai comandanti sul terreno e dai loro consiglieri sulle questioni arabe, o dagli «arabisti» del circolo vicino a Ben Gurion.
Benny Morris condivide globalmente l'analisi di Yoav Gelber. Descrive il Piano Dalet come «una direttiva per mettere in sicurezza lo Stato ebraico in via di costituzione e i blocchi d'insediamento al di fuori dei territori di questo Stato nascituro in vista dell'invasione attesa per il 15 maggio o poco dopo». Morris precisa che «il Piano Dalet non era una direttiva politica per l'espulsione degli Arabi di Palestina. Esso era governato da considerazioni militari e mirato alla realizzazione di obiettivi militari». Davanti alle «false interpretazioni» che alcuni davano alle sue analisi, Morris confermò nel febbraio 2008 il suo punto di vista sull’Irish Times.
Avi Shlaim condivide del pari questa analisi. Anche secondo lui il Piano Dalet non costituiva una politica di espulsione, quanto un piano militare il cui obiettivo era di mettere in sicurezza le zone assegnate allo Stato ebraico [nascituro].
Henry Laurens pensa che "il Piano Dalet avesse un fine essenzialmente militare" e che "esso non costituisse un piano politico d'espulsione delle popolazioni arabe". Tuttavia egli aggiunge che "in pratica lo implicava, cosa che non comporta condanna alcuno a livello delle autorità e degli esecutori." (..) E conclude: "per questo periodo non si può parlare di politica di espulsione premeditata e coordinata dai principali centri decisionali sionisti". Laurens sottolinea ugualmente la sua importanza militare e compara la situazione militare lungo le aree costiere - in cui l'omogeneità etnica avrebbe, a suo dire, facilitato la guerra contro gli egiziani - con quella di Gerusalemme che, circondata da periferie arabe, s'era trovata assediata dalla Legione araba.

## Descrizione
Il Piano Dalet è un documento di 75 pagine, sui si lavorò per diversi mesi prima di essere terminato il 10 marzo 1948. Da un punto di vista militare, esso organizzava le missioni delle diverse strutture armate dell'Haganah, e preparava l'offensiva.
Inizialmente Yadin pensò di attuarlo verso il 15 maggio, alla partenza dei Britannici. Tuttavia, date le realtà militari sul terreno, fra cui il blocco di Gerusalemme e degli insediamenti isolati, e in vista del ritiro avanzato delle truppe britanniche e degli attacchi e delle minacce arabe, l'attuazione del Piano fu anticipato al mese di aprile.
La traduzione dell'Introduzione generale del Piano è riproposta sul sito mideastweb. Eccone una sintesi:
«L'obiettivo di questo Piano è quello di assumere il controllo delle zone dello Stato ebraico e di difendere le sue frontiere. Esso mira del pari a conquistare il controllo delle zone d'insediamento e di concentrazione ebraiche che sono situate al di fuori delle frontiere [dello Stato ebraico] contro le forze regolari, semi-regolari e dei piccoli gruppi [arabi] operanti a partire dalle basi esterne o interne allo Stato»
Le forze nemiche che lo Stato ebraico deve o rischia di dover affrontare sono: «le forze semi-regolari dell'Esercito di Liberazione (...), le forze regolari dei Paesi vicini (...), le piccole forze locali». A quella data, le «forze regolari dei Paesi vicini» non erano ancora entrate in guerra.
Gli obiettivi dell'Yishuv e dell'Haganah sono 6:
1. «autodifesa contro l'invasione (...) protezione dei nostri insediamenti, progetti economici vitali e proprietari (...) lanciare contrattacchi precedentemente pianificati sulle basi e sulle linee di nemiche di rifornimento nel cuore dei suoi territori, che ciò coinvolga il territorio all'interno delle frontiere del Paese [ebraico] o dei Paesi vicini»;
2. «Assicurare la libertà delle azioni militari ed economiche all'interno dello Stato [ebraico] e negli insediamenti ebraici al di fuori delle sue frontiere, occupando e controllando posizioni di rilievo in quota, al di sopra di un certo numero di arterie di comunicazione»;
3. «Impedire al nemico di utilizzare posizioni all'interno del suo territorio, che potrebbero facilmente essere utilizzate per lanciare attacchi. Ciò sarà ottenuto occupandole e controllandole»;
4. «Esercitare una pressione economica sul nemico assediando alcune delle sue città per obbligarlo ad abbandonare certe sue attività in taluni settori del Paese»;
5. «Restringere le possibilità del nemico conducendo operazioni limitate: occupazione e controllo di un certo numero delle sue basi rurali e urbane all'interno delle frontiere dello Stato [ebraico]»;
6. «Controllare i Servizi e proprietà del governo all'interno delle frontiere dello Stato [ebraico] e assicurare la fornitura di servizi pubblici essenziali in maniera efficace».

Per conseguire questi obiettivi, il Piano Dalet affida le missioni seguenti ai «diversi servizi armati» :
1. «Rafforzamento del sistema difensivo fisso concepito per difendere le zone [ebraiche]»;
2. «Consolidamento dell'apparato di difesa»;
3. «Dispiegamento nelle principali città»;
4. « Controllo delle principali arterie nazionali di trasporto»;
5. «Accerchiamento delle città nemiche»;
6. «Occupazione e controllo delle posizioni nemiche»;
7. «Contrattacchi all'interno e all'esterno delle frontiere del Paese [ebraico]».

Nel capitolo in cui si chiarisce dettagliatamente cosa significhi «Consolidamento dell'apparato di difesa», viene indicato che bisogna «organizzare operazioni contro i centri di popolazione nemica localizzati all'interno, o nelle vicinanze, del nostro sistema di difesa, per impedire che essi siano utilizzati come base da una forza armata attiva. Tali operazioni possono essere suddivise nelle seguenti categorie:
- Distruzione dei villaggi (dando loro fuoco, dinamitandoli e piazzando mine nelle macerie), particolarmente quei centri di popolazioni che è difficile controllare in modo permanente.
- Organizzazione di operazioni di ricerca e di controllo applicando le seguenti direttive: accerchiamento del villaggio e ricerca [di nemici] all'interno di esso. Nell'eventualità di una resistenza, la forza armata [nemica] deve essere distrutta e la popolazione deve essere espulsa fuori dalle frontiere dello Stato [ebraico].

I villaggi svuotati nella maniera sopra descritta devono essere inclusi nel sistema difensivo fisso e devono essere fortificati se necessario.»
- I villaggi che non opporranno resistenza saranno occupati, e non è richiesta l'espulsione della loro popolazione.

Nel capitolo che analizza ciò che significa «Dispiegamento nelle principali città», si indica che i medesimi principi saranno applicati unicamente nei villaggi arabi, ma viene aggiunto, senza che vi sia fatta menzione di una eventuale resistenza, che bisogna procedere all'«Accerchiamento del settore municipale centrale arabo e al suo isolamento delle vie d'accesso, come pure al blocco dei servizi essenziali (l'acqua, l'elettricità, il carburante, e così via), il più completamente possibile»-
Nel capitolo che espone dettagliatamente ciò che significa «Occupazione e controllo delle posizioni nemiche», viene indicato che: «da un punto di vista generale, il fine di questo Piano non è quello di portare a termine un'operazione di occupazione al di fuori dei confini dello Stato ebraico. Tuttavia, quanto alle basi nemiche che si trovano vicino alle frontiere [tra lo Stato ebraico e quello arabo-palestinese] e che possono essere impiegate come trampolino per un'infiltrazione di elementi arabi nel territorio dello Stato [ebraico], esse devono essere provvisoriamente occupate [...] e devono dunque essere inglobate nel nostro sistema difensivo fino a quando non cessino le operazioni [belliche]».
Un capitolo «Missioni dei servizi armati» definisce il ruolo delle differenti strutture dell'Haganah:
- Il Lehi e l'Irgun non sono citati.
- L'Hir (forza di guarnigione poco mobile dell'Haganah) è incaricato della «difesa delle zone [ebraiche], delle posizioni isolate e fortificate, e della formazione delle riserve». Vale a dire un ruolo essenzialmente difensivo, mirante a liberare le forze mobili che condurranno le offensive.
- L'Hish (forza mobile dell'Haganah) è incaricato, all'interno del sistema di difesa ebraico, delle «operazioni per bloccare le vie di comunicazione nemiche». «In circostanze speciali ed eccezionali», l'Hish potrà rafforzare l'Him nel suo ruolo difensivo. «Sforzi dovranno essere fatti per diminuire il numero di tali casi». L'obiettivo dell'Hish è dunque prioritariamente offensivo, almeno nel perimetro difensivo ebraico. Dovrà parimenti «organizzare contrattacchi locali coinvolgenti unità non inferiori a una compagnia (unità più importanti devono essere utilizzate se possibile)».
- Il Palmach «è responsabile dei contrattacchi all'interno e all'esterno dei confini del Paese [ebraico]». Esso potrà essere rafforzato in questo compito da unità dell'Hish.

In breve, il Palmach è incaricato delle controffensive di grande portata, e l'Him della difesa locale. L'Hish ha un ruolo-cerniera: è soprattutto incaricato di controffensive regionali, ma può anche rafforzare localmente l'Him nelle sue funzioni difensive, e il Palmach nelle sue grandi operazioni nazionali. Questa ripartizione delle missioni è soprattutto valida da marzo a giugno. In seguito, la creazione di Tsahal modifica l'organizzazione del sistema di difesa, e la ripartizione delle unità militari in 3 distinte forze (locali, regionali e nazionali) diventa caduco..